# Andrea dei Bruni
Andrea dei Bruni (* 1355 in Bologna; † 1377 in Ancona) war ein Maler des Spätmittelalters aus Bologna.
Der Kunsthistoriker Francesco Arcangeli schrieb Bruni Werke zu wie zum Beispiel ein Polyptychon in Fermo in der öffentlichen Bibliothek, das auf das Jahr 1369 datiert ist und von Bononia natus Andreas signiert wurde, sowie die Madonna der Demut in Corridonia (Kirche Sant’Agostino), signiert und datiert auf das Jahr 1372. Giuseppe Longhi hatte diese Werke bereits von denen des Andrea de’ Bartoli unterschieden, eines weiteren Malers und Zeitgenossen von Bruni aus Bologna. Brunis  Figuren sind naiv im Ausdruck und einfach gezeichnet, obwohl einige Gestalten vom Polyptychon aus Fermo den verfeinerten Stil des Andrea de’ Bartoli widerspiegeln. 
Die Architekturelemente der Gemälde zeigen Interesse an Fläche, womöglich durch den Stil der Fresken der Basilika San Francesco im nahegelegenen Assisi inspiriert.
Einige Fresken aus dem Hauptschiff der Abteikirche in Pomposa mögen frühe Werke aus dem Jahre von etwa 1355 sein. Einfacher gestaltete Fresken befinden sich in der Kirche San Maria della Rocca in Offida. Eine kürzlich aus der Kirche San Niccolò in Osimo entfernte feiner ausgearbeitete Krönung der Jungfrau Maria mit musizierenden Engeln, zeigt, dass Andreas expressiver an Vitale da Bologna angelehnter Stil in den Marken Gefallen fand, und er eventuell in den Diensten von Giovanni da Oleggio stand, der im Jahre 1360 päpstlicher Vikar in Fermo wurde.